# MTV Video Music Award al miglior gruppo
L'MTV Video Music Award al miglior gruppo (MTV Video Music Award for Best Group) è un premio assegnato annualmente a partire dal 1984 nell'ambito degli MTV Video Music Awards.
Il premio è stato assegnato dal 1984 al 2007 come MTV Video Music Award al miglior video di un gruppo (MTV Video Music Award for Best Group Video) e tra il 2008 ed il 2019 non è stato assegnato. 

## Vincitori e candidati
I vincitori sono indicati in grassetto.

### Anni 1980
- 1984
  - ZZ Top - Legs
  - Huey Lewis and the News - The Heart of Rock & Roll
  - The Police - Every Breath You Take
  - Van Halen - Jump
  - ZZ Top - Sharp Dressed Man
- 1985
  - USA for Africa - We Are the World
  - The Cars - Drive
  - Eurythmics - Would I Lie to You?
  - Huey Lewis and the News - If This Is It
  - U2 - Pride (In the Name of Love)
- 1986
  - Dire Straits - Money for Nothing
  - a-ha - Take on Me
  - INXS - What You Need
  - The Rolling Stones - Harlem Shuffle
  - Talking Heads - And She Was
- 1987
  - Talking Heads - Wild Wild Life
  - The Bangles - Walk like an Egyptian
  - Crowded House - Don't Dream It's Over
  - Eurythmics - Missionary Man
  - U2 - With or Without You
- 1988
  - INXS - Need You Tonight/Mediate
  - Aerosmith - Dude (Looks Like a Lady)
  - Eurythmics - I Need a Man
  - U2 - I Still Haven't Found What I'm Looking For
  - U2 - Where the Streets Have No Name
- 1989
  - Living Colour - Cult of Personality
  - Fine Young Cannibals - She Drives Me Crazy
  - Guns N' Roses - Sweet Child o' Mine
  - Traveling Wilburys - Handle with Care

### Anni 1990
- 1990
  - The B-52s - Love Shack
  - Aerosmith - Janie's Got a Gun
  - Midnight Oil - Blue Sky Mine
  - Red Hot Chili Peppers - Higher Ground
  - Tears for Fears - Sowing the Seeds of Love
- 1991
  - R.E.M. - Losing My Religion
  - The Black Crowes - She Talks to Angels
  - Divinyls - I Touch Myself
  - Queensrÿche - Silent Lucidity
- 1992
  - U2 - Even Better Than the Real Thing
  - En Vogue - My Lovin' (You're Never Gonna Get It)
  - Red Hot Chili Peppers - Under the Bridge
  - Van Halen - Right Now
- 1993
  - Pearl Jam - Jeremy
  - Depeche Mode - I Feel You
  - En Vogue - Free Your Mind
  - R.E.M. - Man on the Moon
- 1994
  - Aerosmith - Cryin'
  - Beastie Boys - Sabotage
  - Green Day - Longview
  - R.E.M. - Everybody Hurts
- 1995
  - TLC - Waterfalls
  - Green Day - Basket Case
  - The Rolling Stones - Love Is Strong
  - Stone Temple Pilots - Interstate Love Song
- 1996
  - Foo Fighters - Big Me
  - Bone Thugs-n-Harmony - Tha Crossroads
  - The Fugees - Killing Me Softly
  - Hootie & the Blowfish - Only Wanna Be with You
- 1997
  - No Doubt - Don't Speak
  - Blur - Song 2
  - Counting Crows - A Long December
  - Dave Matthews Band - Crash Into Me
  - The Wallflowers - One Headlight
- 1998
  - Backstreet Boys - Everybody (Backstreet's Back)
  - Garbage - Push It
  - Matchbox 20 - 3 A.M.
  - Radiohead - Karma Police
  - The Verve - Bitter Sweet Symphony
- 1999
  - TLC - No Scrubs
  - Backstreet Boys - I Want It That Way
  - Limp Bizkit - Nookie
  - NSYNC - Tearin' Up My Heart
  - Sugar Ray - Every Morning

### Anni 2000
- 2000
  - Blink-182 - All the Small Things
  - Destiny's Child - Say My Name
  - Foo Fighters - Learn to Fly
  - NSYNC - Bye Bye Bye
  - Red Hot Chili Peppers - Californication
- 2001
  - 'N Sync  - Pop
  - Dave Matthews Band - I Did It
  - Destiny's Child - Survivor
  - Incubus - Drive
  - U2 - Elevation
- 2002
  - No Doubt  (featuring Bounty Killer) - Hey Baby
  - Blink-182 - First Date
  - Dave Matthews Band - Everyday
  - Linkin Park - In the End
  - 'N Sync (featuring Nelly) - Girlfriend (Remix)
  - P.O.D. - Alive
- 2003
  - Coldplay - The Scientist
  - B2K (featuring Diddy) - Bump, Bump, Bump
  - The Donnas - Take It Off
  - Good Charlotte - Lifestyles of the Rich and Famous
  - The White Stripes - Seven Nation Army
- 2004
  - No Doubt - It's My Life
  - D12 - My Band
  - Good Charlotte - Hold On
  - Hoobastank - The Reason
  - Maroon 5 - This Love
- 2005
  - Green Day - Boulevard of Broken Dreams
  - The Black Eyed Peas - Don't Phunk with My Heart
  - Destiny's Child (featuring T.I. e Lil Wayne) - Soldier
  - The Killers - Mr. Brightside
  - U2 - Vertigo
- 2006
  - The All-American Rejects - Move Along
  - Fall Out Boy - Dance, Dance
  - Gnarls Barkley - Crazy
  - Panic at the Disco - I Write Sins Not Tragedies
  - Red Hot Chili Peppers - Dani California
- 2007
  - Fall Out Boy
  - Gym Class Heroes
  - Linkin Park
  - Maroon 5
  - The White Stripes

### Anni 2010
- 2019[1]
  - BTS
  - 5 Seconds of Summer
  - Backstreet Boys
  - Blackpink
  - CNCO
  - Jonas Brothers
  - PrettyMuch
  - Why Don't We

### Anni 2020

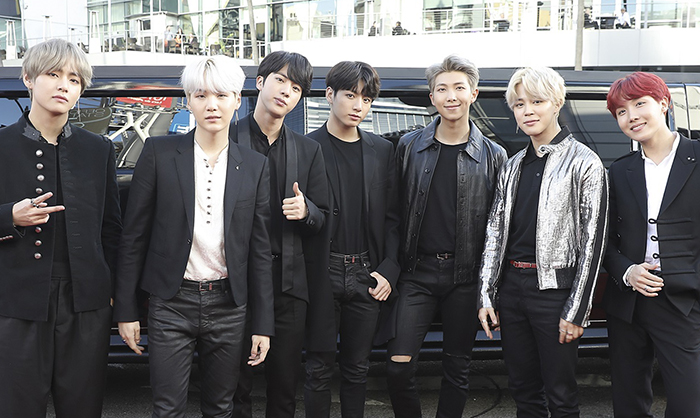
I BTS, vincitori nel 2019, 2020, 2021 e 2022.

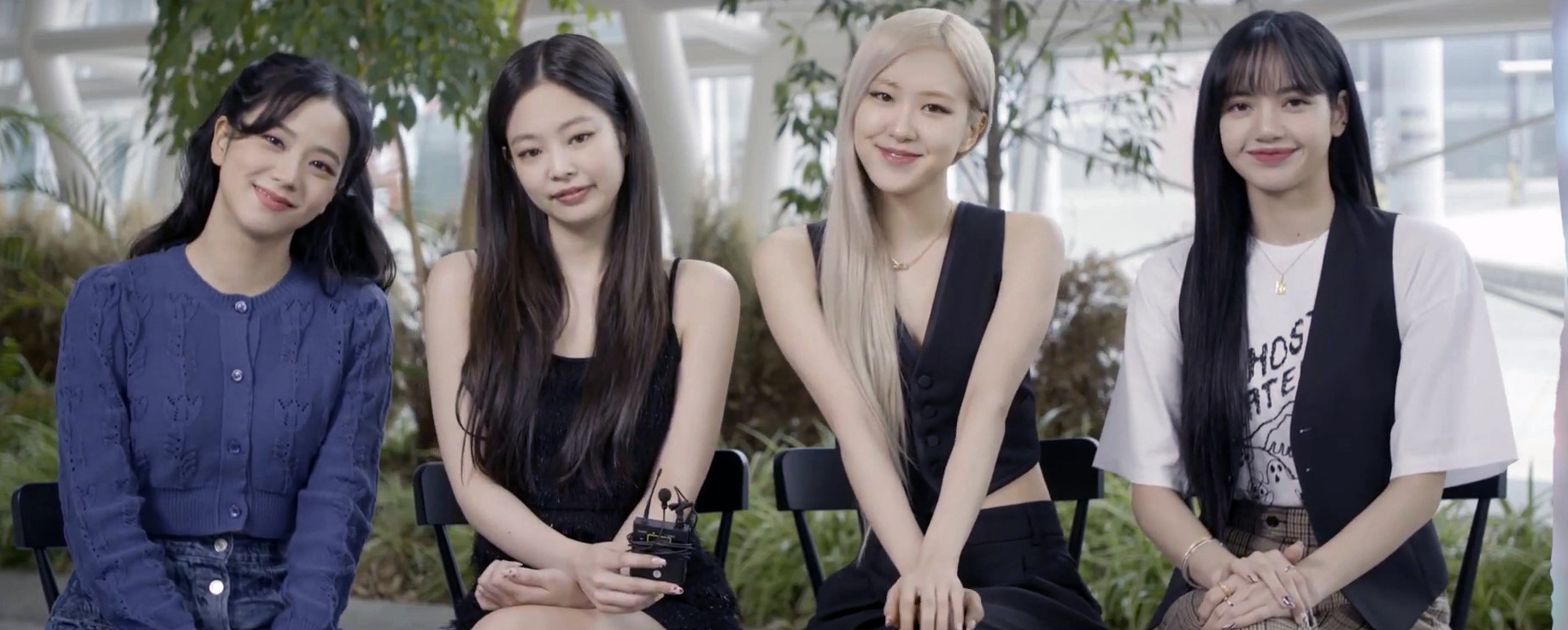
Blackpink, vincitrici nel 2023.

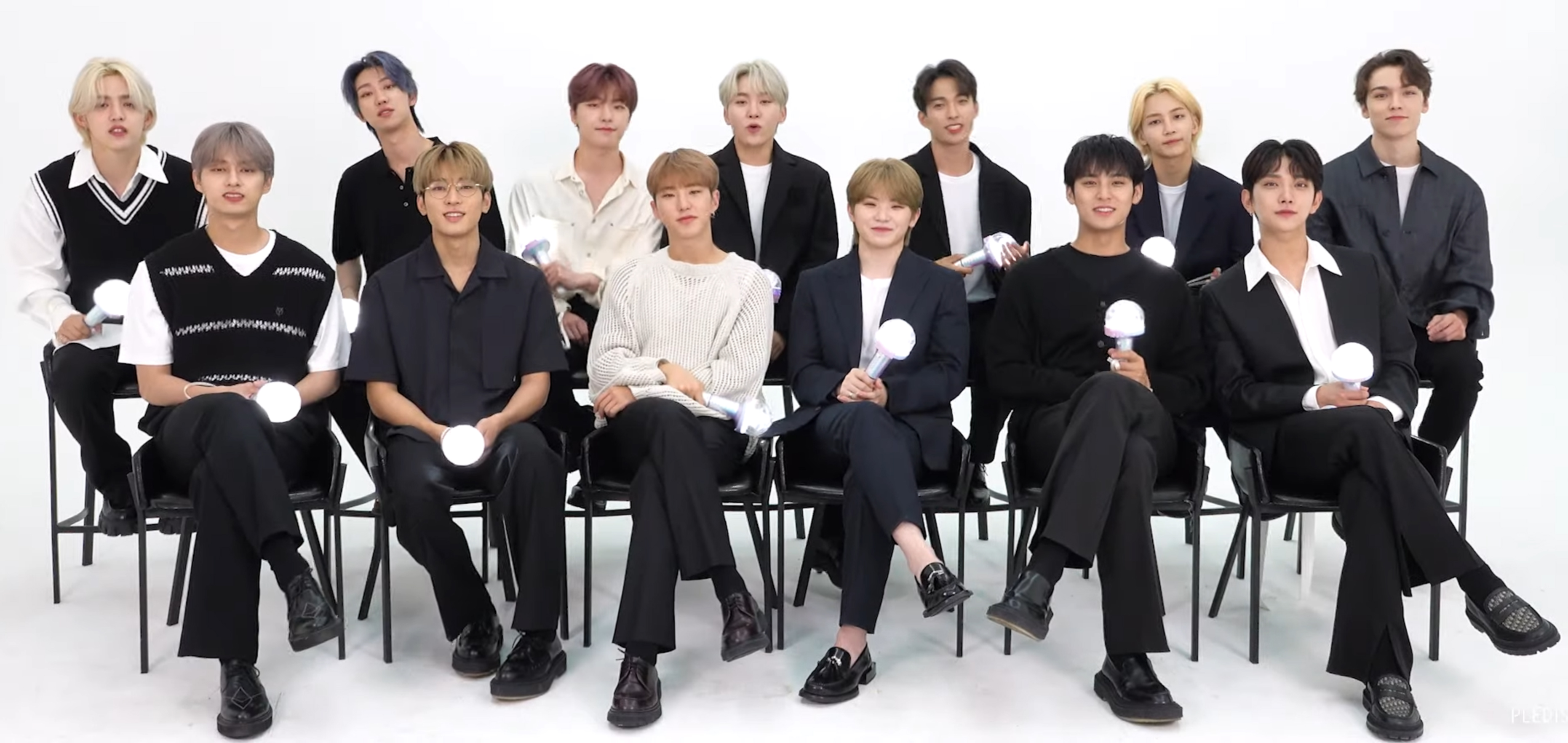
Seventeen, vincitori nel 2024.

- 2020[2]
  - BTS
  - 5 Seconds of Summer
  - Blackpink
  - Chloe x Halle
  - CNCO
  - Little Mix
  - Monsta X
  - Now United
  - The 1975
  - Twenty One Pilots
- 2021[3]
  - BTS
  - Blackpink
  - CNCO
  - Foo Fighters
  - Jonas Brothers
  - Maroon 5
  - Silk Sonic
  - Twenty One Pilots
- 2022[4]
  - BTS
  - Blackpink
  - City Girls
  - Foo Fighters
  - Imagine Dragons
  - Måneskin
  - Red Hot Chili Peppers
  - Silk Sonic
- 2023[5]
  - Blackpink
  - Fifty Fifty
  - Flo
  - Jonas Brothers
  - Måneskin
  - NewJeans
  - Seventeen
  - TXT
- 2024[6][7]
  - Seventeen
  - Coldplay
  - Imagine Dragons
  - NCT Dream
  - NewJeans
  - NSYNC
  - TXT
  - Twenty One Pilots

## Statistiche e record

### Artisti con il maggior numero di vittore
- 4 vittore
  - BTS
- 3 vittore
  - No Doubt
- 2 vittore
  - TLC

### Artisti con il maggior numero di candidature
- 7 candidature
  - U2

- 5 candidature
  - Red Hot Chili Peppers
  - Blackpink
  - NSYNC

- 4 candidature
  - Foo Fighters
  - BTS

- 3 candidature
  - Eurythmics
  - Aerosmith
  - R.E.M.
  - Green Day
  - No Doubt
  - Dave Matthews Band
  - Backstreet Boys
  - Destiny's Child
  - Maroon 5
  - CNCO
  - Jonas Brothers
  - Twenty One Pilots